# Robin Bormuth
Robin Bormuth (Groß-Rohrheim, 19 september 1995) is een Duits voetballer die bij voorkeur als centrale verdediger speelt. Hij stroomde in 2016 door vanuit de jeugd van Fortuna Düsseldorf.

## Clubcarrière
Bormuth doorliep de jeugd van FC Alemannia Groß-Rohrheim, SV Concordia Gernsheim, SC Viktoria Griesheim en SV Darmstadt 98 tot hij in 2013 de overstap maakte naar de jeugd van Fortuna Düsseldorf. Op het einde van het seizoen 2013/14 maakte hij de overstap naar het tweede elftal van Düsseldorf. Bormuth debuteerde op 10 mei 2014 op het veld van Wattenscheid, speelde de volledige wedstrijd en won uiteindelijk met 0–3. Hij speelde nog de 2 resterende wedstrijden van het seizoen volledig uit. Vanaf het seizoen 2016/17 werd hij opgenomen in de eerste ploeg van Düsseldorf, toen uitkomend in de 2. Bundesliga. Op 29 augustus 2016 maakte Bormuth, als twintigjarige, zijn debuut in de op een na hoogste afdeling van Duitsland tegen 1. FC Kaiserslautern. Bormuth speelde de volledige wedstrijd en het bleef uiteindelijk 0–0. Hij speelde in zijn eerste seizoen 21 wedstrijden in de 2. Bundesliga en wist tweemaal te scoren. In het daaropvolgende seizoen 2017/18 speelde Bormuth 22 wedstrijden en had zo een belangrijk aandeel in het behalen van de titel met drie punten voorsprong op de eerste achtervolger Nürnberg. Op 15 september 2018 maakte Bormuth zijn debuut in de Bundesliga in de 2–1 gewonnen wedstrijd tegen Hoffenheim. 31 minuten voor tijd verving Bormuth de geblesseerde Kaan Ayhan.

## Clubstatistieken
| Seizoen     | Club                  | Competitie        | Competitie | Competitie | Beker | Beker | Internationaal | Internationaal | Totaal | Totaal |
| Seizoen     | Club                  | Competitie        | Wed.       | Dlp.       | Wed.  | Dlp.  | Wed.           | Dlp.           | Wed.   | Dlp.   |
| ----------- | --------------------- | ----------------- | ---------- | ---------- | ----- | ----- | -------------- | -------------- | ------ | ------ |
| 2013/14     | Fortuna Düsseldorf II | Regionalliga West | 3          | 0          | —     | —     | —              | —              | 3      | 0      |
| 2014/15     | Fortuna Düsseldorf II | Regionalliga West | 15         | 0          | —     | —     | —              | —              | 15     | 0      |
| 2015/16     | Fortuna Düsseldorf II | Regionalliga West | 33         | 1          | —     | —     | —              | —              | 33     | 1      |
| 2016/17     | Fortuna Düsseldorf II | Regionalliga West | 5          | 0          | —     | —     | —              | —              | 5      | 0      |
| 2016/17     | Fortuna Düsseldorf    | 2. Bundesliga     | 21         | 2          | 1     | 0     | —              | —              | 22     | 2      |
| 2017/18     | Fortuna Düsseldorf II | Regionalliga West | 4          | 1          | —     | —     | —              | —              | 4      | 1      |
| 2017/18     | Fortuna Düsseldorf    | 2. Bundesliga     | 22         | 1          | 2     | 1     | —              | —              | 24     | 2      |
| 2018/19     | Fortuna Düsseldorf    | Bundesliga        | 7          | 0          | 1     | 0     | —              | —              | 8      | 0      |
| Club totaal | Club totaal           | Club totaal       | 110        | 5          | 4     | 1     | 0              | 0              | 114    | 6      |

Bijgewerkt op 6 januari 2019
1 Kwasigroch ·
3 Hoffmann ·
5 Heyer ·
6 Haag ·
7 Pejčinović ·
8 Jóhannesson ·
9 Vermeij ·
10 van Brederode ·
11 Kwarteng ·
12 Lunddal ·
15 Oberdorf ·
18  Niemiec ·
19 Iyoha ·
20  Siebert ·
21 Rossmann ·
22 Schmidt ·!
23 Appelkamp ·
24 Kownacki ·
25 Zimmermann ·
26 Schock ·
27 Jastrzembski ·
31 Sobottka ·
33 Kastenmeier ·
34 Gavory ·
35 Bunk ·
37 Savić ·
45 Affo ·
Coach: Thioune